# Francisco Ribeiro da Silva
Francisco Ribeiro da Silva (Santa Maria da Feira, 1940) é um historiador e professor universitário português.
Estudou no Seminário Maior do Porto, concluindo o curso superior de Teologia, licenciou-se em História (1975) e doutorou-se em História Moderna e Contemporânea pela Faculdade de Letras da Universidade do Porto (1986). Foi docente da mesma faculdade entre Maio de 1976 e Julho de 2006, atingindo a categoria de professor catedrático em 1994 ; em 1994/95 foi Presidente do Conselho Directivo da Escola.
Foi vice-reitor da Universidade do Porto entre 2001 e 2006, membro do Conselho de Administração da Fundação Ciência e Desenvolvimento, representante da UP no Conselho de Fundadores da Fundação de Serralves, entre muitos outros cargos.
Publicou um total de 166 obras, divididas entre livros, ensaios e artigos em revistas científicas. Foi autor de obras emblemáticas como O Porto das Luzes ao Liberalismo, Forais Manuelinos do Porto e do seu Termo, ou Filipe II de Espanha, Rei de Portugal, é, porém, a sua tese de doutoramento O Porto e o seu Termo (1580-1640) - Os Homens, as Instituições e o Poder, publicada em 1988, que mais vezes é referida pelos estudiosos. Publicou, também, uma obra de referência sobre o Douro intitulada História dos Vinhos do Porto .
É membro de várias associações científicas e culturais, entre as quais se encontram a Academia Portuguesa da História e o Instituto Histórico e Geográfico de Minas Gerais, no Brasil.